# Mistrovství Evropy ve vodním pólu 2001
Mistrovství Evropy ve vodním pólu za rok 2001 proběhlo v Budapešti, Maďarsko ve dnech 15. až 24. června 2001.

## Česká stopa
Mužská a ženská reprezentace se na letošní mistrovství Evropy nekvalifikovala. 

## Medailisté
| Muži | Zlato | Stříbro | Bronz |
| ---- | --- | --- | --- |
| Tým  | Svazová republika Jugoslávie (YUG) (Aleksandar Šoštar, Petar Trbojević, Nikola Kuljača, Predrag Zimonjić, Dejan Savić, Danilo Ikodinović, Viktor Jelenić, Veljko Uskoković, Aleksandar Ćirić, Aleksandar Šapić, Vlada Vujasinović, Nenad Vukanić, Branko Peković, Denis Šefik, Nikola Janović) | Itálie (ITA) (Francesco Attolico, Francesco Postiglione, Leonardo Binchi, Fabrizio Buonocore, Bogdan Rath, Roberto Calcaterra, Federico Mistrangelo, Alberto Angelini, Maurizio Felugo, Alessandro Calcaterra, Leonardo Sottani, Carlo Silipo, Fabio Bencivenga, Goran Fiorentini, Fabio Violetti)               | Maďarsko (HUN) (Zoltán Kósz, Bulcsú Székely, Tamás Märcz, Zsolt Varga, Tamás Kásás, Attila Vári, Gergő Kiss, Tibor Benedek, Rajmund Fodor, Zoltán Szécsi, Barnabás Steinmetz, Tamás Molnár, Péter Biros, Csaba Kiss, Tamás Varga)                                                                                 |
| Ženy | Zlato | Stříbro | Bronz |
| Tým  | Maďarsko (HUN) (Ildikó Sósová, Zsuzsanna Tibaová, Edit Siposová, Katalin Dancsaová, Mercédesz Stieberová, Kata Rédeiová, Rita Drávuczová, Erzsébet Valkayová, Krisztina Szremkóová, Anikó Pelleová, Ágnes Valkaiová, Ágnes Primászová, Andrea Tóthová, Brigitta Szépová, Anett Györeová)       | Itálie (ITA) (Francesca Contiová, Martina Miceliová, Carmela Allucciová, Emanuela Zanchiová, Silvia Bosurgiová, Gabriella Scioltiová, Tania Di Mariová, Cristina Consoliová, Giusi Malatová, Alexandra Araujová, Maddalena Musumeciová, Melania Gregová, Cinzia Ragusaová, Simona Abbateová, Paola Sabbatiniová) | Rusko (RUS) (Marina Akobijová, Galina Rytovová, Valentina Voroncovová, Svetlana Kuzinová, Veronika Linkovová, Olga Kalkovová, Marija Jajnová, Jekatěrina Solodková, Anna Kločkovová, Irina Tolkunovová, Jekatěrina Salimovová, Anastasija Zubkovová, Taťjana Petrovová, Natalija Šepelinová, Natalija Kutuzovová) |

pozn. Dva hráči ze sestav byli nehrajícími náhradníky tj. náhradníci na tribuně, nebo necestujující náhradníci připraveni na telefonu dorazit v případě zranění.